# Votar con los pies
El concepto votar con los pies expresa la posibilidad que tienen los ciudadanos de manifestar sus preferencias sobre ingresos y gastos públicos, desplazándose a aquel territorio en el que las políticas públicas se aproximan más a sus preferencias.
El concepto fue introducido por el economista Charles Tiebout que ofrece una alternativa al proceso normal de votación en una democracia y además es una demostración de las preferencias de una persona (sea esta física o jurídica). En su teoría Tiebout expone como ante diferencias entre políticas de distintos gobiernos una persona puede mostrar sus preferencias, no votando a un determinado partido político dentro de un determinado territorio, sino desplazándose hacia un territorio diferente cuyas políticas (sociales, fiscales o de cualquier otro tipo) sean más afines a lo que él demanda.
La teoría del voto con los pies se contempla como un mecanismo que promueve la asignación eficiente de los recursos públicos, al mismo tiempo que constituye un control importante a la concentración discrecional del poder público.

## Condiciones para la teoría de Tiebout
1. La movilidad de personas y capital debe ser muy alta. Tiebout basa sus estudios en los Estados Unidos, donde esa movilidad es muy alta. Algún articulista compara esa movilidad a la que en el Siglo XXI se está dando dentro de la Unión Europea.
2. El tamaño de las instituciones territoriales es importante. Con ello intenta explicar que el incentivo al cambio o “votación con los pies” es inversamente proporcional (no en el sentido matemático estricto) al tamaño de la institución territorial. Así es más fácil que un individuo cambie de ciudad, a que cambie de región o de país.
3. Los motivos del cambio deben ser identificables por el sector público. Quiere decir que los motivos del cambio deben ser identificables, de manera que los individuos puedan expresar con ese cambio sus preferencias al sector público.